# Wilki nad Nysą
Wilki nad Nysą este o arie protejată (sit de importanță comunitară — SCI) din Polonia întinsă pe o suprafață de 12.226,92 ha, integral pe uscat.

## Localizare
Centrul sitului Wilki nad Nysą este situat la coordonatele 51°28′48″N 15°01′36″E / 51.48°N 15.0266°E.

## Înființare
Situl Wilki nad Nysą a fost declarat sit de importanță comunitară în octombrie 2009 pentru a proteja 10 specii de animale.

## Biodiversitate
Situată în ecoregiunea continentală, aria protejată conține 6 habitate naturale: Pajiști uscate europene, Fânețe de joasă altitudine (Alopecurus pratensis, Sanguisorba officinalis), Păduri de stejar și carpen Galio-Carpinetum, Păduri acidofile de stejar bătrân cu Quercus robur pe câmpii nisipoase, Păduri aluvionare cu Alnus glutinosa și Fraxinus excelsior (Alno-Padion, Alnion incanae, Salicion albae), Păduri central-europene de pin scoțian cu licheni.
La baza desemnării sitului se află mai multe specii protejate:
- amfibieni (1): buhai de baltă cu burta roșie (Bombina bombina)
- mamifere (5): liliac cârn (Barbastella barbastellus), lupul (Canis lupus), vidră de râu (Lutra lutra), liliac de iaz (Myotis dasycneme), liliac comun (Myotis myotis)
- nevertebrate (4): libelule (Leucorrhinia pectoralis), Ophiogomphus cecilia, Phengaris nausithous, Phengaris teleius